# Martin Opitz

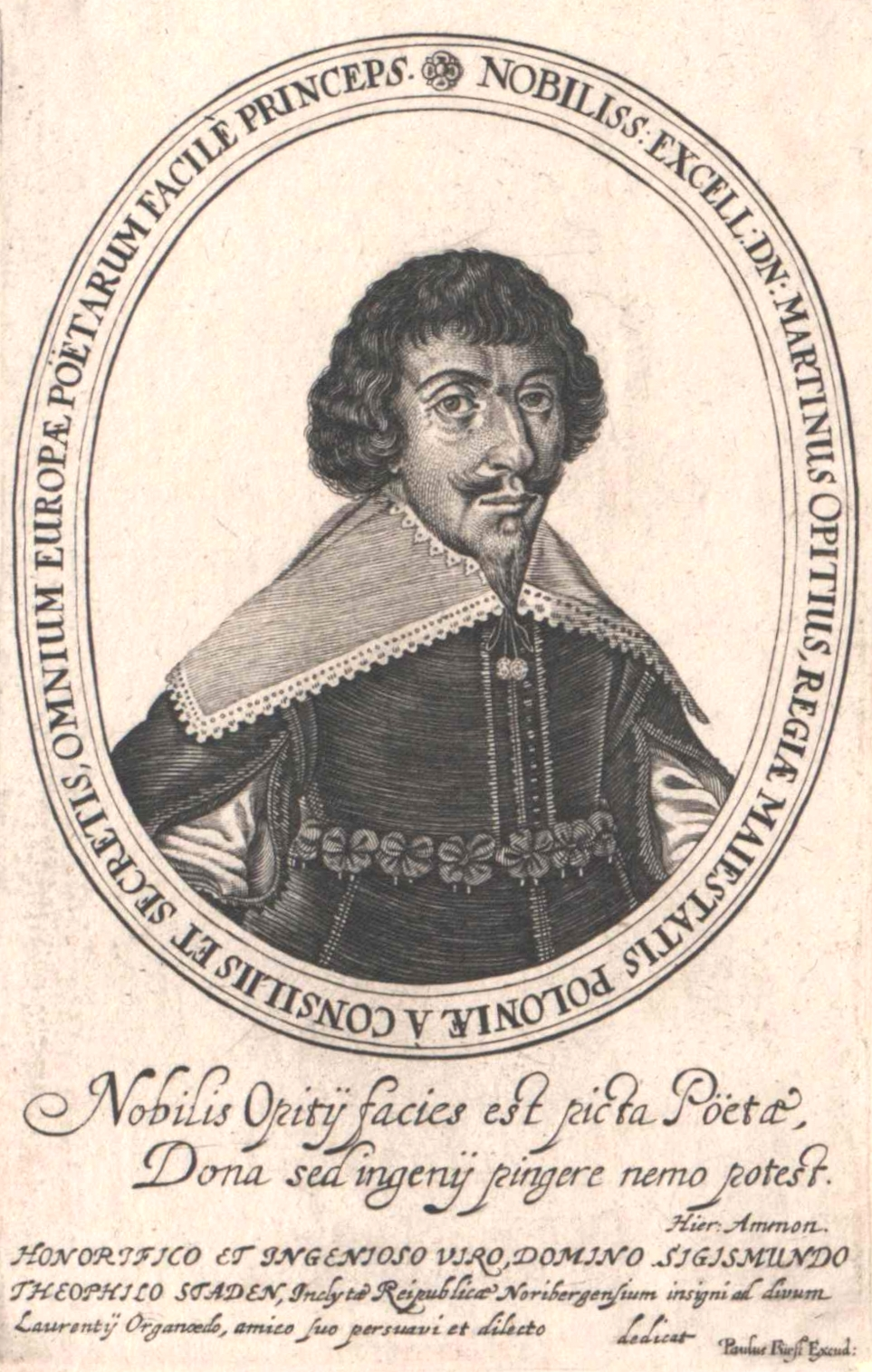
Martin Opitz

Martin Opitz von Boberfeld (Bunzlau, Silezië, 23 december 1597 – Danzig, 20 augustus 1639) was een Duitse diplomaat en dichter uit de Barok.
Opitz werd door zijn landgenoten als de grootste dichter aller tijden gezien en maakte er geen geheim van dat hij zich voor zijn dichtkunst van buitenlandse voorbeelden bediende, namelijk van de Fransman Pierre Ronsard en de Nederlander Daniël Heinsius.
“Anderzijds beschrijft Maarten Luther wel de betekenis van het calvinisme voor de culturele en literaire ontwikkelingen, waarbij de dichter en diplomaat Martin Opitz (1597-1639) als een prima voorbeeld daarvan wordt voorgesteld,” aldus cultuurhistoricus Klaus Garber. Opitz diende onder andere als rolmodel voor de Kürbishütte, de groep Koningsberger dichters rond Simon Dach. In 1638 was Opitz in Koningsbergen bij hen te gast.
Hij stierf in 1639 aan de pest. Hij ligt begraven in de Mariakerk in Gdańsk.

## Bibliografie

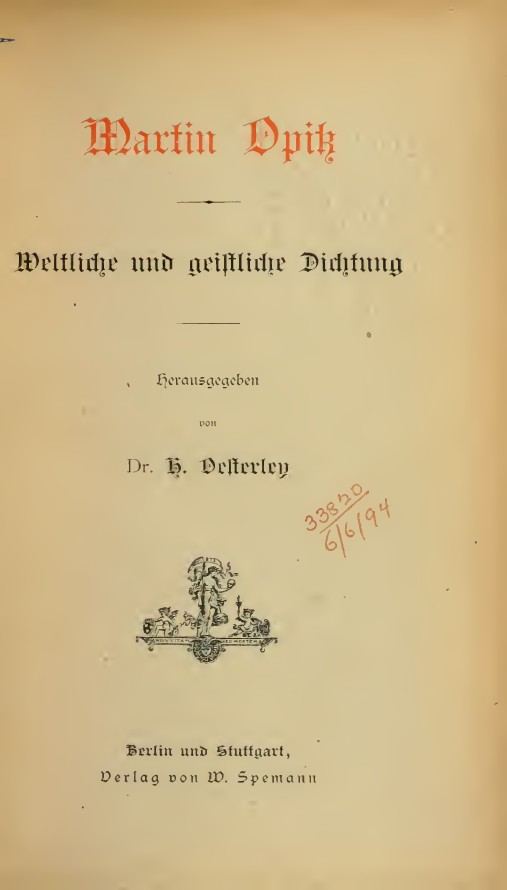
Weltliche und geistliche Dichtung (1888)

## Sonnet XXXIX
Ein jeder spricht zu mir / dein Lieb ist nicht dergleichen
Wie du sie zwar beschreibst: ich weiß es warlich nicht
Ich bin fast nicht mehr klug; der scharffen Sinnen Liecht
Vermag gar kaum was weiß vnd schwartz ist zu erreichen.
Der so im Lieben noch was weiß herauß zustreichen
Durch vrtheil vnd verstandt vnd kennt auch was gebricht
Der liebet noch nicht recht. Wo war ist was man spricht
So hat der welcher liebt der sinnen gar kein zeichen
Und ist ein lauter Kind. Wer schönheit wehlen kan
Und redet recht darvon der ist ein weiser Mann.
Ich weiß nicht wie ich doch die Fantasie gelose
Und was die süsse Sucht noch endlich auß mir macht:
Mein wissen ist dahin der Tag der ist mir Nacht
Und eine Distelblüt' ist eine schöne Rose